# Sokastro
Sokastro (griechisch Σώκαστρο [ˈsɔkastrɔ] (n. sg.)), auch Esokastro (Εσώκαστρο), ist eine unbewohnte griechische Insel der Gemeinde Karpathos in der Region Südliche Ägäis, die zur Inselgruppe des Dodekanes gehört. Sokastro liegt unmittelbar nordwestlich des Dorfes Lefkos an der Westküste der Insel Karpathos und ist durch eine 68 Meter breite Meerenge von jener getrennt.
Auf der felsigen Insel sind noch heute Spuren früherer Besiedlung zu sehen. Zur Zeit des Byzantinischen Reichs wurden hier Magazine und Zisternen erbaut. Später ließen sich hier zeitweilig Kreuzfahrer wieder, welche von den Griechen Franken genannt wurden und so dem gegenüberliegenden Strand bei Lefkos, Frangolimionas, den Namen gaben. Der weite Blick der Küste entlang machte es möglich, dass man Warnzeichen bis zum Paleokastra-Felsen bei Arkasa geben konnte. Heute führt ein Rundweg über das Inselplateau, im Nordosten der Insel befindet sich eine Anlegestelle für kleine Boote.